# Maria Uklejska
Maria Uklejska z domu Csesznák (ur. 11 listopada 1895 w Stanisławowie, zm. 5 maja 1979 w Warszawie) – polska pedagożka, naukoznawczyni, instruktorka harcerska, harcmistrzyni, Naczelniczka Głównej Kwatery Żeńskiej (1924–1925 i 1927–1928). 

## Życiorys

### Młodość
Maria Uklejska urodziła się 11 listopada 1895 w Stanisławowie w rodzinie doktora medycyny Juliana Csesznáka (1850–1899) i Olgi (1861–1936). Początkowo uczyła się w domu, a od 1905 w Szkole ss. Nazaretanek i Prywatnym Żeńskim Gimnazjum im. J. Słowackiego we Lwowie. Po maturze od 1913 studiowała matematykę i filozofię na Uniwersytecie Lwowskim. W czasie I wojny światowej była sanitariuszką w szpitalu wojskowym w Nowym Targu. 

### Służba harcerska
W 1913 wstąpiła do I Lwowskiej Drużyny Skautek, którą prowadziła Jadwiga Falkowska. Od czerwca 1916 była instruktorką żeńskich drużyn skautowych we Lwowie, a następnie została mianowana komendantką lwowskiego okręgu miejskiego. W dniach 1–2 listopada 1918 brała udział w Zjeździe Zjednoczeniowym w Lublinie i weszła w skład komisji porozumiewawczej, a w lipcu 1919 została powołana w skład Naczelnictwa Związku Harcerstwa Polskiego oraz zorganizowała i prowadziła drużynę w Puławach. W 1921 została mianowana podharcmistrzynią (stopień od 1927 równoważny stopniowi harcmistrzyni). Była zaangażowana w działania Naczelnego Honorowego Sądu Harcerskiego oraz komisji żeńskich prób instruktorskich. Dwukrotnie została wybrana Naczelniczką Głównej Kwatery Żeńskiej (w 1924 oraz 1927). Pisywała do harcerskich czasopism (Harcmistrz, Skrzydła) głównie na temat związany ze specyfiką pracy harcerskiej, zwłaszcza dziewcząt oraz przygotowywała wystąpienia na konferencje instruktorskie. Po 1976 współpracowała przy odtworzeniu historii harcerstwa żeńskiego. 

### Okupacja
Okupację spędziła w Warszawie, będąc zaangażowaną w działania konspiracyjne, m.in. współpracowała z Delegaturą Rządu na Kraj, prowadziła tajne nauczanie, organizowała schronienie ukrywającym się Żydom. Po wybuchu powstania warszawskiego została aresztowana przez Gestapo i przez kilka dni przetrzymywana w areszcie przy alei Szucha. Po uwolnieniu wspomagała powstańców. Koniec wojny zastał ją w Zakopanem, gdzie uczyła dzieci przywożone ze zburzonej stolicy. 

### Życie rodzinne i zawodowe
W 1919 zawarła związek małżeński z inżynierem Józefem Uklejskim (1885–1944), który w czasie okupacji wspomagał żonę w działalności konspiracyjnej i został najprawdopodobniej zamordowany w areszcie przy alei Szucha w pierwszych dniach powstania. Miała dwie córki, obie harcerki i uczestniczki powstania warszawskiego: Marię (ur. 1920) i Annę Barbarę (1922–2008). 
Zawodowo była związana z oświatą, uczyła w Prywatnym Gimnazjum Żeńskim w Puławach, a po przeprowadzce w 1919 do Warszawy w Gimnazjum i Seminarium Nauczycielskim ss. Zmartwychwstanek, Państwowym Seminarium Wychowawczyń Przedszkoli, Od 1931 wykładała w Centralnym Instytucie Wychowania Fizycznego, a w 1933 została dyrektorką Gimnazjum i Liceum Jadwigi Zaborowskiej-Michalskiej. Podnosiła swoje kwalifikacje na uniwersytecie prof. Alfreda Adlera w Wiedniu oraz u prof. Stefana Baleya w Warszawie. 
W 1945 po powrocie do Warszawy pracowała do 1948 w Departamencie Opieki nad Dzieckiem w Ministerstwie Oświaty oraz jako wykładowczyni AWF, a w latach 1948–1952 w Wyższej Szkole Higieny Psychicznej. Po odsunięciu od pracy wychowawczej otrzymała zatrudnienie w Bibliotece Narodowej, gdzie kierowała Zakładem Katalogów Rzeczowych. Po przejściu na emeryturę w 1958 zajęła się pracą naukową, m.in. wykładając historię nauki na Uniwersytecie Warszawskim. 
Zmarła nagle 5 maja 1979 w Warszawie, została pochowana w rodzinnym grobie na Powązkach. 

## Odznaczenie
Maria Uklejska została w 1937 roku odznaczona Medalem Niepodległości za pracę w dziele odzyskania niepodległości.

## Wybrane prace
Była autorką lub współautorką publikacji: 
- W gromadzie zuchów (1933)
- Szkoła w życiu codziennym (1935)
- Centralny katalog wychowania i sportu. T.1 (1960)
- Centralny katalog wychowania i sportu. T.2 (1964)
- Centralny katalog wychowania i sportu. T.3 (1970)
- Zarys rozwoju nauki i organizacji. Cz. 1 (1963)
- Zarys rozwoju nauki i organizacji. Cz. 2 (1963)
- Bibliografia. Cz. 2 (1972)